# 鐮刀型紅血球疾病
鐮刀型紅血球疾病（英語：Sickle-cell disease, SCD）是一組通常由雙親遺傳而來的血液疾病。其中最常見的一種類型，叫做鐮狀紅血球貧血症（Sickle-cell anemia, SCA）。該疾病會引起紅血球中的載氧血紅蛋白異常。在某特定的情況下（通常是缺氧狀況），紅血球會變成堅硬的鐮刀型 。鐮刀狀紅血球疾病的問題通常會在五到六個月齡時發作。患者可能會出現多項健康問題，例如突發的关节疼痛（鐮刀型貧血危機，sickle-cell crisis）、手脚肿胀、晕眩、貧血、細菌感染與中風。當患者年紀稍長之後可能會出現慢性疼痛。在已開發國家中的患者平均壽命為40到60歲。这些症状通常会随年龄加剧，主要器官都会收到此病影响。病人的肝脏、心脏、肾脏、胆囊、眼睛、骨和关节都会因为镰刀状细胞而不能稳定工作，这些细胞也不能正常通过小血管。
鐮刀型紅血球疾病通常發病於擁有兩個不正常血紅素基因的人，從父母雙方各遺傳過來一個不正常的基因。突變的血紅素基因存在許多亞型，其分類取決於其基因的突變區域。當溫度改變，承受壓力，脫水或是處於高海拔時會出現身體不適的緊急症狀。如果只有一個不正常基因的人通常不會有鐮狀細胞的特徵。這類型的人通常被視為基因攜帶者 。檢驗是否有鐮刀型紅血球疾病通常是藉由血液檢查得知，有些國家在新生兒出生之後便會進行檢驗 ，在懷孕時也有機會可以驗出胎兒是否有鐮刀型紅血球疾病。
照護鐮刀型紅血球疾病患者的方式包含疫苗和抗生素之使用、多喝水、補充葉酸以及止痛劑。其他方法包括輸血和羥基脲藥物。一小部分的人可以利用骨髓細胞移植來進行治療。
2013年之前，全球約有320萬人患有鐮型紅血球疾病；另外約有4300萬人具有鐮型紅血球疾病表徵。據信大約80%的鐮型紅血球疾病病例出現在撒哈拉沙漠以南的非洲。此外，印度部分區域、阿拉伯半島以及世界各地的非裔地區也是經常有病例出現的地方。在1990年，此疾病造成11萬3千人死亡，到了2013年，此疾病已經造成17萬6千人口死亡 。此疾病最初是記載在1910年美國醫師詹姆斯·赫里克所寫的醫學文獻 。1949年，此病的遺傳現象被E. A. Beet和J. V. Neel所確認 。在1954年，鐮型紅血球疾病表徵有能力對瘧疾產生抵抗性的效果已有相關記載論述。

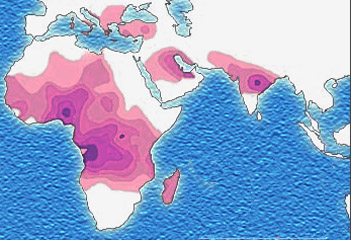
镰状细胞病的分布

## 類型和術語
「鐮刀型細胞貧血症」是一種特定類型的鐮刀型紅血球疾病的名稱，其病因在於同型合子而產生了Hgb S的突變。其他類型的包括：
- 鐮刀型血紅蛋白C疾病
- 鐮刀型β+地中海貧血
- 鐮刀型β0地中海貧血
- 血紅蛋白SS疾病

和鐮刀型細胞貧血症不同，其他類型的鐮刀型紅血球疾病的病因在於異型結合，使得一個複製成導致Hgb S的突變，一個複製成異常的血紅蛋白基因。必須要知道的是，「鐮刀型細胞貧血症」是「鐮刀型紅血球疾病」一特定類型的名稱，而「鐮刀型紅血球疾病」則不是。因為不同類型的鐮刀型紅血球疾病都極不一樣，所以必須在治療前，先分辨出疾病的確切類型。

## 徵兆及症狀
罹患了鐮刀型細胞貧血症的人會有激烈變化的貧血症，和一般血紅蛋白濃度為6-9 g/dl相比。網織紅血球的數量開始提升，反映了新的紅血球細胞在取代快速遭破壞的舊細胞，紅血球的生命週期被此一疾病明顯地縮短了。通常，白血球和血小板的數量也會提升，並可能因此導致血管阻塞。

### 血管阻塞危機
血管阻塞危機是由於鐮刀型紅血球細胞會阻塞毛細血管而限制流至器官的血量，因而導致局部缺血、疼痛和器官的傷害。
因為脾臟細小的血管和負有清除不良紅血球的功能，所以常常會被影響到，通常在患者兒童期末期前便會形成梗塞。這種自體脾臟移除（autosplenectomy）會增加被莢膜菌感染的風險，這類脾功能缺乏被建議接種抗生素。肝衰竭也有可能漸漸地出現。
骨頭，尤其是支撐體重的骨頭，也常是血管阻塞傷害的主要目標之一。如此會導致缺血性壞死（尤其是在股骨部位）和骨頭退化。患者感覺到的疼痛也是源於骨頭梗塞。

## 疾病遗传学
通常人体内会存在由两个α链、两个β链组成的血红蛋白A，由两个α链、两个δ链组成的血红蛋白A2，以及由两个α链、两个γ链组成的血红蛋白F。其中，新生儿在六周以前，体内主要以血红蛋白F为主，而出生六周以后则主要为血红蛋白A。在被诊断为鐮刀型紅血球疾病的患者中，至少一个拷贝的β珠蛋白被鐮刀型血红蛋白(Hb S)替代。在最常见的鐮刀型紅血球疾病，即镰状红血球贫血症患者中，两个拷贝的β珠蛋白均被鐮刀型血红蛋白(Hb S)替代。
鐮刀型紅血球为常染色体隐形遗传疾病。一个人从父母遗传得到的血红蛋白基因决定了他（她）血液中含有哪种血红蛋白。如果父母二人中一人为镰状红血球贫血患者，而另一人为镰状红血球基因携带者，则子女有50%的概率患有镰状红血球贫血疾病，50%的概率为镰状红血球基因携带者。如果父母二人均为镰状红血球基因携带者，则子女有25%的概率患有镰状红血球贫血疾病， 25%的概率携带正常血红蛋白基因，以及50%概率为镰状红血球基因携带者
瘧原蟲生活史會侵入紅血球中發育。瘧原蟲會導致鐮刀型紅血球過早破裂，使得瘧原蟲不能繁殖。此外，聚合的血紅素影響寄生蟲消化血紅素的能力。因此在瘧疾疫區，鐮狀紅血球基因攜帶者較容易存活。
限制性片段长度多态性分析显示，鐮刀型血红蛋白基因突变很可能源于多个地域。这些突变单倍型通常由地名命名：喀麦隆、塞内加尔、贝宁,、班图、以及沙特-亚洲。由于一些单倍型携带者， 例如塞内加尔与沙特-亚洲单倍型患者，体内通常可检测到较高水平的血红蛋白F，这些患者的病症相对较轻。这也是对单倍型的研究对临床的贡献之处。 

## 外部連結
- sickle_cell_anemia （页面存档备份，存于）-Teens Health
- Sickle Cell （页面存档备份，存于）（Sickle Cell Information Center）
- Sickle cell anemia research - Recent primary literature on sickle cell anemia
- SCA clinical trials （页面存档备份，存于）（ClinicalTrials.gov）
- Sickle Cell Anemia （页面存档备份，存于）（University of Maryland Medical Center）
- Sickle Cell links （页面存档备份，存于）（NCBI）